# Waterville (Ohio)
Waterville é uma vila localizada no estado norte-americano de Ohio, no Condado de Lucas.

## Demografia
Segundo o censo norte-americano de 2000, a sua população era de 4828 habitantes.
Em 2006, foi estimada uma população de 5223, um aumento de 395 (8.2%).

## Geografia
De acordo com o United States Census Bureau tem uma área de
9,4 km², dos quais 9,1 km² cobertos por terra e 0,3 km² cobertos por água.

## Localidades na vizinhança
O diagrama seguinte representa as localidades num raio de 12 km ao redor de Waterville.